# Qwest Communications
Pour les articles homonymes, voir Qwest.
Qwest Communication était un opérateur de télécommunication, filiale de l'entreprise américaine Qwest. Elle a été rachetée en 2011 par la société américaine CenturyLink.